# Act of Depression
Act of Depression è il primo album degli Underoath, pubblicato nel 1999 dalla Takehold Records.

## Il Disco
Il disco di esordio degli Underoath, band su cui a label Takehold Records ha riposto la propria fiducia, sfidando il mercato, producendo un disco che si avvicinava a generi abbastanza saturi e pieni di gruppi cloni e quindi ormai poco originali. Il disco viene stampato in sole mille copie ma trova in breve tempo una schiera di fan che segue la band e ne condivide la propria fede.
Un album grezzo. Che però permette a questo gruppo di esser subito apprezzato da coloro che non ne potevano più di un post-core che aveva perso molto di ciò che era la sua caratteristica principale: l'innovazione. Anche se è solo il disco d'esordio, è molto ben accettato dalla critica e dai fan che lo considerano come un punto di partenza per la carriera della band di Tampa Bay
Rispetto agli altri gruppi metalcore, che di solito fanno canzoni che durano sui 2 minuti, gli Underoath scrivono pezzi che vanno dai 5 ai 10 minuti con riff piuttosto semplici, un'onnipresente doppia cassa ed una voce urlata che si alterna a toni più pacati.
A love so pure può esser presa come esempio. Un concentrato di cristianità e tecnica. Quel "Jesus Christ I love You" che compare per tutta la durata della canzone fa capire molto il perché, anzi il per chi, fanno musica.

## Tracce
1. Heart of Stone  – 5:49
2. A Love so Pure  – 10:39
3. Burden in Your Hands  – 6:27
4. Innocence Stolen  – 6:34
5. Act of Depression  – 10:23
6. Watch Me Die  – 6:56
7. Spirit of a Living God  – 9:07

## Formazione
- Dallas Taylor - voce
- Aaron Gillespie - batteria, voce
- Corey Steger - chitarra
- Octavio Fernandez - basso